# Organizacija Teritorialne obrambe Republike Slovenije 1991
Organizacija Teritorialne obrambe Republike Slovenije 1991 prikazuje stanje TO RS med slovensko osamosvojitveno vojno.

## Poveljstva in štabi
- Republiški štab za teritorialno obrambo (RŠTO)
načelnik RŠTO: polkovnik Janez Slapar
načelnik operativnega poveljstva in namestnik načelnika RŠTO: podpolkovnik Danijel Kuzma
načelnik učnega oddelka: major Alojz Bogataj
načelnik zalednega oddelka: podpolkovnik Anton Vereš (zamenjan)
Vodja odseka za organizacijsko-mobilizacijske zadeve: stotnik 1. stopnje Iztok Likar
Vodja obveščevalnega odseka: podpolkovnik Miloš Bregar
Vodja odseka zvez: poročnik Franc Kokoravec
Vodja odseka protizračne obrambe: poročnik Dragan Bavčar
Vodja odseka za inženistvo: podpolkovnik Savo Nešković
V.d. vodje odseka topništva: major Boris Ožbolt
Vodja odseka za usposabljanje: major Pavel Vindišar

- 2. PŠTO Novo mesto
poveljnik pokrajine TO: podpolkovnik Albin Gutman
načelnik štaba: major Rade Klisarič
načelnik operativno učnega odseka: stotnik 1. st. Marjan Grabnar
načelnik obveščevalnega odseka: poročnik Bojan Zupanc
načelnik odseka za organizacijsko-mobilizacijske in personalne zadeve: višji vodnik 1. st. Rado Cotič
pomočnik za domovinsko vzgojo: višji vodnik Goraz Šošter
pomočnik za zaledje: stotnik 1. st. Aleš Kulovec

- 3. PŠTO Kranj
poveljnik pokrajine TO: podpolkovnik Peter Zupan
načelnik štaba: major Bojan Šuligoj (od 7. julij 1991)
načelnik operativno učnega odseka: poročnik Danilo Metul
načelnik obveščevalnega odseka: stotnik 1. st. Jure Bojanič
načelnik odseka za organizacijsko-mobilizacijske in personalne zadeve: stotnik 1. st. Neven Šoič
pomočnik za domovinsko vzgojo: /
pomočnik za zaledje: podpolkovnik Anton Rešek

- 4. PŠTO Postojna
poveljnik pokrajine TO: podpolkovnik Franc Anderlič, major Vojko Štembergar (od 30. junija 1991)
načelnik štaba: major Vojko Štembergar, v.d. stotnik 1. st. Leopold Čuček (od 30. junija 1991)
načelnik operativno učnega odseka: stotnik 1. st. Leopold Čuček
načelnik obveščevalnega odseka: stotnik 1. st. Janko Rutar
načelnik odseka za organizacijsko-mobilizacijske in personalne zadeve: poročnik Bojan Golič Derenčin
pomočnik za domovinsko vzgojo: višji vodnik 1. st. Karlo Nanut
pomočnik za zaledje: stotnik Cveto Kravanja

- 5. PŠTO Ljubljana
poveljnik pokrajine TO: podpolkovnik Miha Butara (do 29. junija), major Janez Lesjak
načelnik štaba: stotnik 1. st. Vojko Pavlin
načelnik operativno učnega odseka: stotnik 1. st. Stane Sevljak
načelnik obveščevalnega odseka: major Albin Lenaršič
načelnik odseka za organizacijsko-mobilizacijske in personalne zadeve: stotnik 1. st. Miro Špetič
pomočnik za domovinsko vzgojo: poročnik Bogomir Povše
pomočnik za zaledje: stotnik 1. st. Miran Barborič

- 6. PŠTO Nova Gorica
poveljnik pokrajine TO: podpolkovnik Bogdan Beltram
načelnik štaba: major Srečko Lisjak
načelnik operativno učnega odseka: stotnik 1. st. Stanko Dužič
načelnik obveščevalnega odseka: Stotnik Friderik Markovčič
načelnik odseka za organizacijsko-mobilizacijske in personalne zadeve: major Janko Korče
pomočnik za domovinsko vzgojo: podporočnik Igor Žežlin
pomočnik za zaledje: stotnik Boris Lutman

- 7. PŠTO Maribor
poveljnik pokrajine TO: podpolkovnik Vladimir Miloševič
načelnik štaba: stotnik 1. st. Alojz Šteiner
pomočnik za operativno-učne zadeve: stotnik 1. st. Franc Ošljak
pomočnik za obveščevalne zadeve: stotnik Vladimir Maher
pomočnica za organizacijsko-mobilizacijske in personalne zadeve: podporočnica Marijana Mavsar
pomočnik za domovinsko vzgojo: /
pomočnik za zaledje: major Ladislav Lipič

- 8. PŠTO Celje
poveljnik pokrajine TO: major Viktor Kranjc
načelnik štaba: major Štefan Šemrov
načelnik operativno učnega odseka: stotnik 1. st. Bogdan Hvalc
načelnik obveščevalnega odseka: stotnik 1. st. Zlatko Pavčnik
načelnik odseka za organizacijsko-mobilizacijske in personalne zadeve: major Ludvik Onuk
pomočnik za domovinsko vzgojo: podporočnik Janko Požežnik
pomočnik za zaledje: stotnik 1. st. Peter Mlakar

- 1. specialna brigada MORiS
poveljnik: polkovnik Tone Krkovič
načelnik štaba: major Jože Prvinšek
načelnik varnostne službe: major Andrej Bremec
načelnik za obveščevalne zadeve: major Boris Mikuš
pomočnik za zaledne zadeve: major Štefan Cimer
referent za organizacijsko-mobilizacijske zadeve: stotnik 1. st. Miran Loparec
referent za motivacijo in informiranje: višji vodnik 1. st. Albin Mikulič
poveljnik 1. odreda: stotnik 1. st. Zvonko Žagar
poveljnik 2. odreda: stotnik 1. st. Antiša Grgantov
poveljnik 3. odreda: stotnik 1. st. Cveto Zorko
poveljnik izvidniških enot: poročnik Ladislav Troha